# Дикарь (фильм, 2017)
«Дикарь» (фр. Voyage de Tahiti) — французский драматический фильм 2017 года режиссёра Эдуарда Делюка.
Фильм основан на событиях из жизни величайшего французского художника Поля Гогена. В фильме показана та часть жизни Гогена, когда он в поисках себя приезжает из Парижа на остров Таити. Исполнителем главной роли стал Венсан Кассель. Мировая премьера фильма состоялась в 2017 году.

## Сюжет
В 1891 году Поль Гоген уезжает на Таити, оставив во Франции супругу и пятерых детей, которые отказались ехать с ним в неизвестность. Он живет на острове в глубокой нищете, пишет картины в хижине, через друга, местного врача, отправляет часть работ во Францию, в надежде продать и выручить денег на дальнейшее существование. Музой и женой Гогена на острове стала таитянка Техура, именно она изображена на большинстве женских портретов, написанных Гогеном в тот период.

## В ролях
- Венсан Кассель — Поль Гоген
- Адамс, Тухей — Техур
- Бергендорф, Пернилла — миссис Гоген
- Малик Зиди — врач в островном госпитале